# Cold Lake (Alberta)
Cold Lake ist eine politisch selbständige Gemeinde im zentralen östlichen Alberta, Kanada, die seit 2000 den Status einer Stadt (englisch City) hat. Die Gemeinde liegt etwa 300 km östlich von Edmonton in der Region Zentral-Alberta, im Verwaltungsbezirk („Municipal District“) Bonnyville No. 87 und trägt ihren Namen nach dem See, an dem sie gelegen ist. Dieser, heute unter dem Namen Cold Lake bekannt, hieß vormals Coldwater Lake. Auf die dort lebenden Indianer wurde der Name des Sees übertragen: Cold Lake First Nations.

## Geschichte

### Erste Europäer, Pelzhandelsroute
Die Region um den Cold Lake wurde erstmals 1790 von Philip Turner von der Hudson’s Bay Company (HBC) auf einer Karte erfasst. Peter Fidler berichtet jedoch 1800, dass er am Ufer des Beaver River einen verlassenen Pelzhandelsposten gesehen habe, der schon um die Zeit der ersten Pockenepidemie (1781) bestand, und den man heute mit dem Beaver Crossing-Cold Lake House identifiziert. Dieses Haus lag an der Pelzhandelsroute vom Lac La Biche zum Lac Île-à-la-Crosse, den die lokalen Indianerstämme nutzten. David Thompson von der North West Company verzeichnete den Beaver River auf seiner Karte von 1798 und Peter Fidler auf der von 1799. Offenbar war es aber nur die Konkurrenz zwischen der North West Company und der HBC, die den Posten aufrechterhielt. 1824 ließ George Simpson von der HBC, die mit der NWC 1821 verschmolzen worden war, den Posten auflösen, und gab damit die langwierige Handelsroute für mehr als ein halbes Jahrhundert auf.

### Missionare, Reservate
Die Dene (Chipewyan) am Cold Lake gehörten ab 1844 zum katholischen Missionsgebiet, dessen Zentrale in Edmonton Pater JR Thibault zum Cold Lake entsandte. Zwischen 1845 und 1882 reisten immer wieder Missionare in den Norden, doch erst 1882 wurde eine dauerhafte Missionsstation eingerichtet, die St Raphael's Mission. Eine bescheidene Kapelle und ein Wohnhaus neben dem Posten der Hudson’s Bay Company wurden vom ersten Weißen, Pater LeGoff, geführt, der am Cold Lake lebte.
1876 handelte die kanadische Regierung mit den Cold Lake First Nations, den lokalen Indianern, einen Vertrag aus, den so genannten Vertrag Nr. 6, der zu den nummerierten Verträgen (Numbered Treaties) gehört. Häuptling Uldahi (Matthias Janvier-Jackfish) suchte ein Landstück am Willow Point aus, von wo aus sich ihr Gebiet 20 Meilen süd- und westwärts erstreckte. Darin eingeschlossen war ein großer Teil des Cold Lake selbst. Während der Stamm im Sommer an diesem und seinen Nachbarseen lebte, zogen sie im Winter an den Primrose Lake, der heute Teil eines riesigen Luftwaffenstützpunktes ist.
Nur drei Jahre später kam es zur Nordwest-Rebellion unter Führung von Louis Riel, bei der sich die ebenfalls überwiegend katholischen und Französisch sprechenden Métis erhoben. Die Gruppen vom Cold Lake entgingen nur knapp einer Racheaktion, wurden kurzzeitig interniert, doch LeGoff gelang es, die Offiziere der North West Mounted Police, der zuständigen Militäreinheit, sie von der Unschuld am Massaker vom Frog Lake zu überzeugen.
LeGoffs Einfluss wuchs dadurch erheblich. 1891 ließ er die Missionsstation auf die Südseite des Beaver River verlegen und eine neue Kapelle bauen. Schnell wurde der Ort als LeGoff bekannt. Doch die Pläne der kanadischen Regierung gingen erheblich weiter. Das Land sollte für Siedler freigemacht, und die Indianer sollten in Reservate abgedrängt werden. Außerdem entstand 1895 eine von Nonnen geführte Schule, die eine von zahlreichen Residential Schools in Kanada darstellte. Hierin sollten aus Indianerkindern „zivilisierte“ Kanadier werden, die ihre überlieferte Kultur vergessen sollten. Zugleich versuchte man aus den halb-nomadisch lebenden Eltern Bauern zu machen. Für dieses radikale Entwurzelungsprogramm hat sich die kanadische Regierung im Juni 2008 entschuldigt, doch die Kulturen der Region wurden zerstört. Dazu kam, dass den Indianern am Cold Lake weiterhin vorgeworfen wurde, sie haben sich am Métis-Aufstand beteiligt, was 1902 zum Anlass genommen wurde, ihr 1876 eingerichtetes Reservat erheblich zu verkleinern. Schließlich erlag rund die Hälfte der Stämme der nach dem Ersten Weltkrieg eingeschleppten Grippe.

### Siedler, Ortsgründung, Tourismus
Auch wenn die Hudson’s Bay Company ab 1877 wieder einen Handelsposten unterhielt, und diesen zwischen 1887 und 1908 nach LeGoff verlegte, so kamen die ersten Siedler erst 1905. Dabei zog der von französischen Geistlichen sprachlich und kulturell vorbereitete Ort vor allem Franko-Kanadier aus Québec an.
Um 1920 hatten sich zu diesen Quebecern einige Familien aus Norwegen und Schweden, der Schweiz, Frankreich und Großbritannien gesellt. Bis auf eine Familie lebten alle nahe am See. Sie lebten von Ackerbau, Viehzucht, Fallenstellerei und Fischfang, bald vom Holzeinschlag und ersten Handelsaktivitäten. Diese führten zur Errichtung der Ortschaften Beaver Crossing, nahe der Missionsstation, und Cold Lake, das heute Cold Lake North heißt. Am Beaver entstand 1910 ein erster Laden mit Poststelle (bis 1980), 1911 eine erste Fähre, die 1919 durch eine Brücke ersetzt wurde.
Der Ort Cold Lake geht auf ein Rasthaus zurück, das J. C. Soucy 1907 eröffnete; fünf Jahre später eröffnete George Hill einen ersten General Store mit Postamt in Cold Lake. 1915 bekam er Konkurrenz von mehreren Läden, es entstand eine größere katholische Kirche, die Bank of Hochelaga wurde eingerichtet und eine Dorfschule entstand, mit einem Raum. Dennoch wurde die kleine Ortschaft damit zum Zentrum der Verwaltung und der Wirtschaft, der bereits in den 20er Jahren Touristen anzog. Daher entstanden Hotels, Cafés, Jim Hoolahan errichtete einen ganzen Urlaubsort, die Hoolahan Town westlich von Cold Lake. Doch die Weltwirtschaftskrise und neue Ziele der Touristikindustrie bereiteten dem kurzen Boom ein Ende.

### Neue Siedler aus dem Süden, Grand Centre
Als der Süden Albertas unter einer schweren Dürre litt, zogen viele Siedler nordwärts, um Staub und Hitze zu entrinnen. Die meisten Neuankömmlinge kamen aus Gebieten, in denen man Englisch sprach, und so verlor sich der französische Charakter des Ortes nach und nach. Das neu errichtete Handelszentrum, Grand Centre, hatte also einen gänzlich anderen Charakter. Es heißt heute Cold Lake South.
Diese Siedlung ging auf vier Familien zurück, die Bailey, Toppenburg, Miller und Brady hießen. Sie konnten kein Land erwerben – ob die Altsiedler sie ablehnten, oder ob niemand Land verkaufen wollte ist unklar –, und so errichteten sie 1934 ihre Häuser zwischen Cold Lake und Beaver Crossing. Sie errichteten nicht nur Läden, sondern hofften – daher der Name Grand Centre –, dass sich hier zwei Bahnlinien treffen würden. Die eine sollte von Bonnyville nach Pierceland in Saskatchewan gehen, die anderen nordwestwärts zum Lac Ia Biche und weiter nach Fort McMurray.
Eine erste industrielle Betätigung stellte der anfangs der Selbstversorgung dienende Fischfang dar. Es entstand die Cold Lake Fisherman’s Unity League und Fisch wurde bis in die USA ausgeführt. Der überwiegende Teil der Fänge wurde in Kitscoty, Vegreville und später LeGoff auf Waggons, später LKWs geladen. Der kommerzielle Fischfang florierte bis etwa 1980.
Daneben spielte die Fallenstellerei auf Biber, Bisam, Fuchs, Kojote und sogar auf Bären in der Region nördlich des Sees eine gewisse Rolle. Auch Nerz, der sogar in Nerzfarmen gezüchtet wurde, spielte in den 40er Jahren eine Rolle, doch verlor die Pelzindustrie schon in den 50er Jahren an Bedeutung.
Bedeutender war von nun an die eigentliche Landwirtschaft, wenn auch Fischfang, Jagd und Fallenstellen erst langsam ihre Bedeutung als zusätzliche Einnahmequelle einbüßten. Dazu wurden Versuche mit Himbeeren und Heidelbeeren (1923 bis 1934) unternommen. Außerdem spielte der Eisenbahnbau insofern eine Rolle, als kleine Holzfällercamps eingerichtet wurden, die für das Holz der Bahnschwellen sorgten. Das gewaltige Feuer von 1919, das die Region zwischen Onion Lake und Cold Lake verwüstete, veranlasste zahlreiche Sägemühlenbesitzer in die Region zu ziehen, um das nun preisgünstige Holz zu verarbeiten, das schnell eingeholt werden musste. Doch auch dieser Boom endete 1926, wenn auch kleinere Sägewerke fortbestanden. Sie verschwanden erst im Lauf der 50er Jahre. Die massive Entwaldung veränderte die Landschaft, doch die Agrarwirtschaft profitierte von dem frei werdenden Land, das nun billig verkauft wurde.
1921 entstand in dem sonst nur von Ärzten gelegentlich besuchten Bezirk das Cold Lake Missionary Hospital an der Hauptstraße des Ortes. Es wurde von Krankenschwestern geführt und einmal pro Woche kam ein Arzt, um Operationen durchführen zu können. Das John Neil Hospital entstand 1925 und ab 1933 hatte Cold Lake seinen ersten dauerhaft praktizierenden Arzt. Ab 1943 führte Margaret Strang Savage das Krankenhaus, und sie erreichte, dass 1958 ein zweites John Neil Hospital gebaut wurde.
Ab 1911 wurde es weniger gefährlich, die Region zu besuchen, denn eine Fähre, die an einem Drahtseil geführt wurde, erleichterte die gefährliche Überquerung des Beaver. Sie wurde 1919 durch eine Brücke ersetzt. Kleine Transportunternehmen übernahmen den Warentransport südwärts. 1928 verband die Canadian National Railway Bonnyville mit dem kanadischen Eisenbahnnetz, ab 1930 auch LeGoff, doch der Bau einer neuen Brücke über den Beaver wurde durch die beginnende Weltwirtschaftskrise verhindert. Der Kalte Krieg brachte jedoch die Entscheidung, einen Luftwaffenstützpunkt zu errichten, um Nordamerika gegen einen möglichen Angriff der Sowjetunion zu schützen. Davon profitierte auch die Infrastruktur, denn nun entstanden Eisenbahnlinien und befestigte Straßen.

### Luftwaffenstützpunkt
Der riesige Luftwaffenstützpunkt CFB Cold Lake besetzte ein Gebiet, auf das die lokalen Indianergruppen Anspruch hatten. Daher sollten sie gegen Kompensationen auf das Gebiet um den Primrose Lake, das sowohl in Alberta als auch in Saskatchewan liegt, verzichten. Damit waren sie auf ihre Reservate angewiesen, und sie mussten ihre Jagdtätigkeit aufgeben (vgl. Cold Lake First Nations).
Während die Indianer beiseitegeschoben wurden, begann in den Orten eine starke Zuwanderung, ein Zufluss großer Mengen an Kapital und technischem Know-how. Die Wasser- und Stromversorgung, Telefonleitungen usw. wurden erneuert, es entstanden Büchereien und Theater, neue Schulen und die Krankenhäuser wurden modernisiert. Die drei Siedlungsschwerpunkte Grand Centre, Cold Lake und die Militärsiedlung Medley wurden gemeinsam als Tri-town bekannt. 1953 erhielt die Siedlung den offiziellen Statuts eines Dorfes (Village) und bereits 1955 den einer Kleinstadt (Town).

### Kurzer Ölboom
1962 entdeckte James Douglas Mc Alary, Geologe bei Imperial Oil Limited, Ölsande nördlich und westlich des Cold Lake. Imperial Oil erhielt 1964 die erforderlichen Genehmigungen und errichtete eine Versuchsbohrstelle am Ethel Lake. Die May plant entstand 1972, die Leming plant folgte 1975. Schon 1976 brachten die drei Versuchsbohrungen täglich 800 m³ Bitumen. Dieser Erfolg lockte andere Unternehmen, wie Union Texas of Canada, Great Northern Oil, Noreen Energy Resources, Gulf Oil, Murphy Oil, Japan Oil Sands Company, World Wide Energy Company und British Petroleum an. Im November 1977 kündigte Imperial Oil ein 12-Milliarden-Dollar-Projekt an. Man rechnete in der Region mit einem sprunghaften Anwachsen der Bevölkerung von 10 auf 20.000 Einwohner. Schon im Vorfeld explodierten die Preise, vor allem für Immobilien. Doch 1980 setzte eine Krise ein, die für niedrige Preise sorgte, so dass alle Unternehmen ihre Projekte zusammenstrichen. Die Abhängigkeit aller Rohstoffregionen von den Weltmarktpreisen und seinen Schwankungen zeigte sich hier besonders drastisch. Folgerichtig rückten die schlagartig steigenden Öl- und Gaspreise ab 2007 die Ölsande wieder in den Blick der Öffentlichkeit.

## Profil
Cold Lake liegt an der so genannten Northern Woods and Water Route, einer touristischen Route die durch die vier westlichen Provinzen Kanadas führt.

### Wirtschaft
Die Wirtschaft in Cold Lake stützt sich hauptsächlich auf die Luftbasis der kanadischen Streitkräfte. Des Weiteren gibt es auch Öl- und Gasvorkommen.
Im Mai jedes Jahres findet in Cold Lake das Exercise Maple Flag statt, ein Flugtraining, bei dem die Streitkräfte der NATO-Mitglieder sechs Wochen lang die Basis nutzen können. Dieses Training sorgt für eine kurzlebige Umsatzsteigerung, vor allem im Bereich der Gastronomie.

### Freizeit
Wegen seiner Nähe zum See ist Cold Lake Standort vieler Campingplätze. Während der Sommermonate ist der Kinosoo Beach ein beliebtes Ziel. Der Wanderweg Iron Horse Trail, der auf einer stillgelegten Bahnstrecke verläuft, hat sein östliches Ende in Cold Lake.

### Schulen
Cold Lake hat eine große Anzahl von Schulen, darunter vier Grundschulen, fünf weiterführende Schulen, einen Campus und eine frankophone Schule.

## Demografie
Der staatliche Zensus im Jahr 2016 ergab für die Gemeinde eine Bevölkerungszahl von 14.961 Einwohnern, nachdem der Zensus im Jahr 2011 für die Gemeinde eine Bevölkerungszahl von nur 13.839 Einwohnern ergeben hatte. Die Bevölkerung hat damit im Vergleich zum letzten Zensus im Jahr 2011 leicht unterdurchschnittlich um 8,1 % zugenommen, während der Provinzdurchschnitt bei einer Bevölkerungszunahme von 11,6 % lag. Im Zensuszeitraum 2006 bis 2011 hatte die Einwohnerzahl in der Gemeinde leicht überdurchschnittlich um 15,4 % zugenommen, während sie im Provinzdurchschnitt um 10,8 % zunahm. Bei einer Fläche von 59,3 km² ergibt sich eine Bevölkerungsdichte von 249,7 Einwohnern pro km² (2011: 233,4 Einwohnern pro km²).
2016 verteilte sich die Bevölkerung auf 5595 Haushalte bzw. 2011 auf 5.150 Haushalte.

## Persönlichkeiten
- David Shand (* 1956), Eishockeyspieler und -trainer
- Kevin Krook (* 1958), Eishockeyspieler